# Озеро (Тропове)
Озеро — зоологічна пам'ятка природи місцевого значення. Розташована на території Тропівської сільської ради Могилів-Подільського району. Оголошена відповідно до Рішення Вінницького облвиконкому  №263 від 25.10.1990 р.
Охороняється ділянка Придністров’я із ставом площею 3,0 га, де мешкає велика кількість пернатої водоплавної дичини.